# Briefbund (Postwesen)

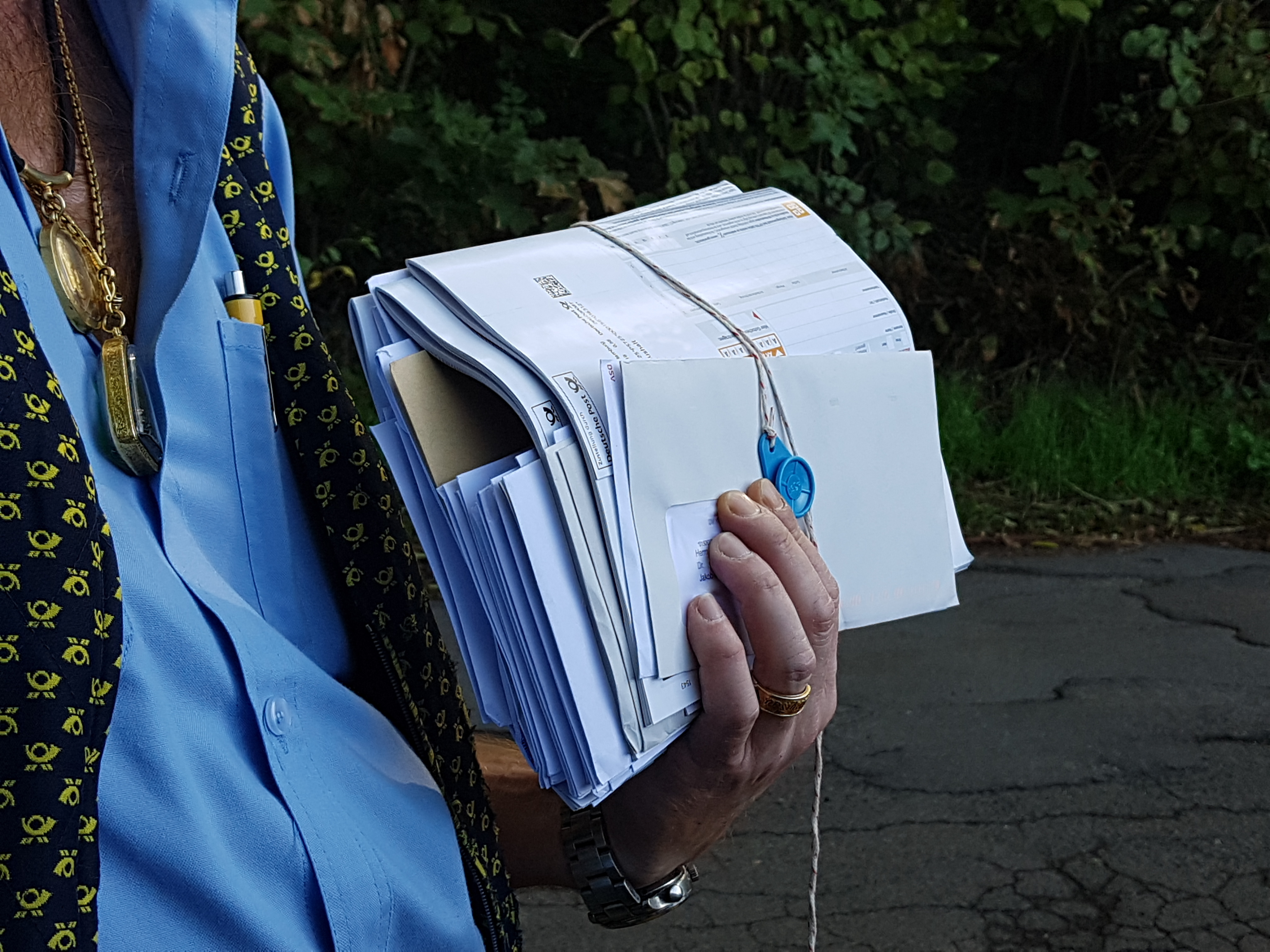
Mit blauer Bundschließe verschnürter Briefbund, 2019

Ein Briefbund ist im Arbeitsprozess eines Briefträgers ein handliches Bündel von Briefen und Ähnlichem, welches auf geeignete Weise zusammengehalten wird, um die interne Vorsortierung der Briefe nach Straßen und Hausnummern zu erhalten.
Die oft einige Kilogramm wiegende Menge an Briefen, die ein Briefträger im Verlauf seines vordefinierten Zustellganges zu verteilen hat, gliedert er sich üblicherweise vor Beginn seines Ganges eigenverantwortlich in für ihn persönlich gut handhabbare Bündel, die er auch selbst zusammenbindet. Von diesen Briefbunden nimmt er immer mehrere mit auf seinen Weg, dazu verstaut er sie in Transporthilfen wie beispielsweise Taschenwagen, Zustellkarre oder Postfahrrad.
Briefbunde enthalten in der Regel neben Briefen aller zulässigen Formate auch Postkarten, Massendrucksachen, Postwurfsendungen und andere Versandformen. Ein Briefbund soll gut mit einer Hand zu tragen und sicher verschnürt, jedoch rasch zu öffnen sein. Hierzu gibt es praktische und robuste Hilfsmittel wie z. B. eine Bundschließe, die mit einer gewissen Übung schnell und einfach anzuwenden sind.
Briefbunde wurden schon seit Jahrhunderten benutzt. So ist ein Briefbund aus dem Jahre 1444 mit etwa 50 Briefen erhalten geblieben, die von einem Nürnberger Kaufmann per Boten an Geschäftspartner in Posen, Breslau, Krakau und anderen Städten gehen sollte, allerdings in Bayreuth abgefangen wurden.